# Driving Rain
Driving Rain je dvanácté sólové studiové album anglického hudebníka Paula McCartneyho. Vydáno bylo v listopadu 2001 společností Parlophone. Nahráno bylo od února do června toho roku v losangeleském studiu Henson Recording Studio a jeho producentem byl David Kahne. V americké hitparádě Billboard 200 se umístilo na 26. místě, v britské UK Albums Chart na 46.

## Seznam skladeb
1. „Lonely Road“ – 3:16
2. „From a Lover to a Friend“ – 3:48
3. „She's Given Up Talking“ – 4:57
4. „Driving Rain“ – 3:26
5. „I Do“ – 2:56
6. „Tiny Bubble“ – 4:21
7. „Magic“ – 3:59
8. „Your Way“ – 2:55
9. „Spinning on an Axis“ – 5:16
10. „About You“ – 2:54
11. „Heather“ – 3:26
12. „Back in the Sunshine Again“ – 4:21
13. „Your Loving Flame“ – 3:43
14. „Riding into Jaipur“ – 4:08
15. „Rinse the Raindrops“ – 10:08
16. „Freedom“ – 3:34

## Obsazení
- Paul McCartney – zpěv, baskytara, kytara, bicí, elektrické piano, perkuse, klavír
- Abe Laboriel Jr. – bicí, tamburína, elektronické perkuse, elektronické bicí, doprovodné vokály, africké bicí, samply, akordeon
- Rusty Anderson – kytara, pedálová steel kytara, baskytara, doprovodné vokály, perkuse, tanpura
- Gabe Dixon – elektrické piano, klavír, varhany, doprovodné vokály
- David Kahne – varhany, kytara, syntezátor, samply
- James McCartney – perkuse, kytara
- Ralph Morrison – housle
- David Campbell – viola
- Matt Funes – viola
- Joel Derouin – housle
- Larry Corbett – violoncello
- Eric Clapton – kytara
- Heather Millsová – aranžmá